# Montamisé

Montamisé este o comună în departamentul Vienne, Franța. În anul 2009 avea o populație de 3,154 de locuitori.